# Deuxième circonscription de la préfecture de Nagasaki
La deuxième circonscription de la préfecture de Nagasaki (長崎県第2区, Nagasaki-ken dai-ni-ku) est l'une des trois circonscriptions législatives que compte la préfecture de Nagasaki au Japon.

## Description géographique
Entre 1994 et 2013, la deuxième circonscription de la préfecture de Nagasaki regroupait les villes de Shimabara et Isahaya, les districts de Kitatakaki (ja) et Minamitakaki (ja) et une partie du district de Nishisonogi.
Entre 2013 et 2017, elle réunissait les villes de Shimabara, Isahaya, Saikai, Unzen et Minamishimabara, une partie de la ville de Nagasaki et le district de Nishisonogi. 
Entre 2017 et 2022, elle comprenait les mêmes unités administratives à l'exception de la ville de Saikai.
Depuis 2022, elle est composée des villes de Shimabara, Isahaya, Ōmura, Tsushima, Iki, Unzen et Minamishimabara et du district de Nishisonogi.

## Députés
| Législature | Début de mandat | Fin de mandat | Député élu        | Parti politique | Parti politique |
| ----------- | --------------- | ------------- | ----------------- | --------------- | --------------- |
| 41e         | 1996            | 2000          | Fumio Kyūma       |                 | PLD             |
| 42e         | 2000            | 2003          | Fumio Kyūma       |                 | PLD             |
| 43e         | 2003            | 2005          | Fumio Kyūma       |                 | PLD             |
| 44e         | 2005            | 2009          | Fumio Kyūma       |                 | PLD             |
| 45e         | 2009            | 2012          | Eriko Fukuda (ja) |                 | PDJ             |
| 46e         | 2012            | 2014          | Kanji Katō (ja)   |                 | PLD             |
| 47e         | 2014            | 2017          | Kanji Katō (ja)   |                 | PLD             |
| 48e         | 2017            | 2021          | Kanji Katō (ja)   |                 | PLD             |
| 49e         | 2021            | 2024          | Ryūshō Katō (ja)  |                 | PLD             |
| 50e         | 2024            | -             | Ryūshō Katō (ja)  |                 | PLD             |